# Вавилон (фильм, 2022)
«Вавило́н» (англ. Babylon) — американский эпический фильм в жанре исторической комедийной драмы режиссёра и сценариста Дэмьена Шазелла. Главные роли исполнили Брэд Питт, Марго Робби, Диего Кальва, Джин Смарт, Джован Адепо и Ли Цзюнь Ли.
Разработка фильма началась в июле 2019 года, кинокомпания Lionsgate должна была финансировать фильм. Однако в ноябре 2019 года было объявлено, что дистрибуцией и финансированием займётся студия Paramount. Бо́льшая часть основного актёрского состава присоединилась к проекту в период с января 2020 года по август 2021 года, а съёмки прошли в Лос-Анджелесе с июля по октябрь 2021 года.
Мировая премьера фильма состоялась 15 декабря 2022 года в Лос-Анджелесе, а с 23 декабря 2022 года он отправился в широкий прокат. Критики высоко оценили операторскую работу, монтаж, саундтрек и игру всего актёрского состава, однако сочли сценарий и режиссуру Шазелла излишне хаотичными и непонятными, а сам фильм — слишком откровенным и затянутым.

## Сюжет
Фильм повествует о взлётах и падениях нескольких персонажей в эпоху перехода Голливуда от немого кино к звуковому кинематографу на рубеже 1920—1930-х годов.
Голливуд, 1926-й год. В загородном особняке известного продюсера первые сходятся пути трёх главных действующих лиц: Джека Конрада, Нелли Ларой и Мэнни Торреса. Мэнни, мелкий помощник, проникается симпатией к Нелли, девушке без определённых занятий, и помогает ей пройти на закрытую шумную вечеринку, где ей удаётся привлечь к себе внимание. Сюда прибывает и актёр Джек Конрад, мировая звезда на пике популярности. На вечеринке от передоза теряет сознание одна из малоизвестных актрис, убрать тело которой помогает Мэнни, отвлекая внимание публики на слона. После бурной вечеринки Мэнни подвозит пьяного Джека Конрада домой, и тот внезапно приглашает его к себе в ассистенты, так как Мэнни горит желанием попробовать себя в кинопроизводстве. Поскольку из-за отсутствия актрисы съёмки одного из фильмов под угрозой, вместо неё на площадку экстренно приглашают дебютантку Нелли. Съёмочная площадка в пустыне наполнена огромным количеством разнообразных декораций, где рядом проходят съёмки десятков фильмов сразу, открыто продают наркотики, а за пределами площадки проходит забастовка массовки. Хоть изначально от Нелли ничего не ждут, её импровизация, мгновенное включение в роль, возможность заплакать по команде подкупают режиссера Рут Адлер. Нелли становится новой мировой звездой, постепенно отнимая всю славу у своей главной соперницы Констанс Мур, добиваясь главных ролей и появления на обложках журналов. Параллельно с этим под угрозой оказываются съёмки фильма с Джеком из-за отсутствующей камеры, за которой в город экстренно едет Мэнни. Он успевает буквально в последний момент, приезжая в последние минуты «золотого часа» с идеальным светом, и Джек, несмотря на опьянение, с блеском отыгрывает последнюю сцену фильма на холме.
1927-й год. Джек узнаёт о первом настоящем «звуковом фильме», стремительно набирающем популярность. Нелли встречается в городе с Мэнни, и он узнаёт о её финансовых проблемах, связанных с азартными играми и долгами. Вдвоём они посещают психиатрическую лечебницу, где находится мать Нелли. Рут снимает Нелли в новом звуковом фильме — несмотря на кажущуюся простоту, это довольно изматывающее и сложное мастерство, поскольку звук записывается одновременно со съёмками. Один из продюсеров предлагает Мэнни возглавить звукозаписывающую корпорацию и работать с Нелли. В планах Мэнни — избавиться от компрометирующего прошлого Нелли (в том числе он увольняет актрису Фай Жу, с которой у Нелли была любовная связь) и создать для нее образ леди, а также привлечь в кино музыку чернокожих джазменов, набирающую популярность. Появление звука приносит и свои проблемы: у некоторых актёров выявляются проблемы с произношением, речь других кажется не подходящей для их внешности, они теряют работу и роли главного плана. Званый вечер в компании миллионеров, на котором Нелли должна предстать в новом образе, идёт не по плану, когда она оскорбляет присутствующих снобов, полностью губя свою дальнейшую карьеру. Джек, инкогнито посещая кинотеатр на премьере своего нового фильма, видит, что публика смеётся над его репликами, чувствуя их ненатуральность.
1932-й год. Новые фильмы Джека проваливаются в прокате. Хоть он всё ещё наиболее оплачиваемый актёр в своей компании, его связи ослабевают и найти новые фильмы ему становится труднее. К тому же одна из его лучших друзей-журналисток Элеонор выпускает о нем статью как об актёре, изжившем себя. Джек приезжает к ней на разговор, и Элеонор объясняет ему, что его время прошло, что мир меняется и идёт вперед, хотя прошлые роли Джека и заслужили ему бессмертие на экране. Мэнни занимается съёмками звуковых фильмов с чернокожим музыкантом Сидни Палмером и Нелли, но и там всё не так просто: из-за света на площадке Сидни на пленке выглядит практически «белым», что не даст продвигать фильм на Юге. Мэнни предлагает ему воспользоваться специальным гримом, чтобы затемнить кожу. Палмер соглашается, но, завершив съёмку сцены, уходит из кино навсегда и предпочитает выступать в маленьких клубах. Нелли также срывает съёмки, не появляясь на них, фильм на грани закрытия. Внезапно Нелли появляется дома у Мэнни и просит о помощи: она проиграла баснословную сумму денег и её убьёт мафия, если она не расплатится. Мэнни срывается: он был уверен, что у Нелли есть деньги, к тому же она постоянно доставляет ему проблемы, продолжая принимать наркотики даже у него дома. Мэнни удаётся достать денег и вместе со своим коллегой Грефом он посещает главу мафии Джеймса Маккея. Уже передав деньги, Мэнни узнаёт, что деньги в сумке на самом деле реквизитные, а его потребность в деньгах была неправильно воспринята. Чтоб не вызвать подозрений, Мэнни не может уйти прямо сейчас, к тому же Маккей настойчиво приглашает их посетить свои развлечения — закрытый садистский клуб с подпольными боями. Маккей предлагает им различные идеи для новых фильмов, на что Мэнни вынужден подыгрывать и соглашаться. Когда же обнаруживаются фальшивые купюры, Мэнни случайно убивает телохранителя Маккея и вынужден бежать. Джеку предлагают новый фильм. Он осознает, что это сделано исключительно из жалости, что остальные актёры отказались и что фильм тоже будет паршивым, но всё равно соглашается участвовать. На вечеринке некоторое время спустя Джек встречает Фай Жу, которая собирается уехать в Европу, только с ней он может быть по-настоящему искренним. Вспомнив отличные моменты старых съёмок и тепло попрощавшись, Джек даёт официанту огромные чаевые и поднимается наверх в свою комнату, где берёт пистолет и откуда вскоре слышится звук выстрела. Мэнни, обманувший босса мафии, теперь вынужден скрываться, и единственное, что он может придумать, — это бегство в Мексику вместе с Грефом и Нелли. Она просит Мэнни уехать без неё, но он отказывается, признаваясь ей в любви, предлагая жениться на ней и защищать её. Нелли кажется счастливой. Перед отъездом они заезжают на площадку, чтобы забрать свои вещи. Пока Греф и Мэнни собираются, к ним врывается киллер от Маккея: он убивает Грефа и его друга, но щадит Мэнни, приказывая ему покинуть Лос-Анджелес. В это время Нелли, оставшись одна в машине, говорит «жизнь прекрасна» и уходит в темноту. Мэнни не может найти её и вынужден уехать в одиночку. Проходят пышные похороны Джека. Кадры с газетными вырезками показывают продолжающийся прогресс: появление техниколора, расцвет киноиндустрии, короткий некролог Нелли Ларой, умершей в 34 года.
1952-й. Мэнни с женой и ребёнком посещает киностудию в Лос-Анджелесе. После этого жена Мэнни с ребёнком уходит в отель, а он идёт в кинотеатр и попадает на сеанс фильма «Поющие под дождём». Воспоминания возвращают его в начало фильма, на безумную вечеринку 1926-го.

## В ролях
- Брэд Питт — Джек Конрад[5]
- Марго Робби — Нелли Ларой[5]
- Диего Кальва — Мэнни Торрес
- Ли Цзюнь Ли[англ.] — леди Фай Жу (реальный прототип Анна Мэй Вонг)[5]
- Джин Смарт — Элинор Сент-Джон[5]
- Джован Адепо — Сидни Палмер, трубач
- Лукас Хаас — Джордж Манн
- Тоби Магуайр — Джеймс Маккей[5]
- Макс Мингелла — Ирвинг Тальберг
- Самара Уивинг — Коллин Мур
- Оливия Хэмилтон — Рут Адлер
- Пи Джей Бирн — Макс, ассистент Рут
- Эрик Робертс — Роберт Рой, отец Нелли
- Кэтрин Уотерстон — Эстель Конрад
- Оливия Уайлд — Ина Конрад
- Фли — Боб Левин
- Джефф Гарлин — Дон Уоллак
- Спайк Джонз — Отто
- Рори Сковел
- Итан Сапли
- Деймон Гаптон[англ.]
- Фиби Тонкин
- Клои Финеман[англ.]
- Карина Фонтес
- Трой Меткалф
- Телвин Гриффин

## Производство
В июле 2019 года стало известно, что новым фильмом Дэмьена Шазелла станет историческая драма о «золотой эре» Голливуда. В фильме должны были сняться Брэд Питт и Эмма Стоун. В ноябре того же года права на дистрибуцию фильма приобрела компания Paramount Pictures. В январе 2020 года Питт подтвердил своё участие в проекте, описав его как фильм об эпохе перехода между немым и звуковым кино. В декабре 2020 года Эмма Стоун вышла из проекта из-за плотного графика съёмок, после чего на её роль стала претендовать Марго Робби, а Ли Цзюнь Ли была утверждена на роль Анны Мэй Вонг. В марте 2021 года Робби была утверждена на одну из главных ролей; тогда же к актёрскому составу присоединились Джован Адепо и Диего Кальва. В июне 2021 года стало известно, что в фильме также снимутся Кэтрин Уотерстон, Макс Мингелла, Фли, Самара Уивинг, Лукас Хаас, Рори Сковел, Эрик Робертс, Пи Джей Бирн, Деймон Гаптон, Оливия Уайлд, Спайк Джонз, Фиби Тонкин и Тоби Магуайр.

### Съёмки
Съёмки фильма планировалось провести в Калифорнии в середине 2020 года. Однако фактически съёмочный процесс начался только в июле 2021 года. Съёмки завершились 21 октября 2021 года.

## Премьера
Изначально планировалось, что фильм выйдет в ограниченном прокате 25 декабря 2021 года, а полноценная премьера должна была состояться 7 января 2022 года. Однако из-за пандемии COVID-19 дата премьеры была смещена: в ограниченном прокате фильм должен был выйти 25 декабря 2022 года, а полноценная премьера состояться 6 января 2023 года. В октябре 2022 года была объявлена новая дата премьеры: 23 декабря 2022 года.

## Восприятие
На сайте-агрегаторе Rotten Tomatoes фильм имеет рейтинг 56 % на основании 332 рецензий со средним баллом 6,4/10. Консенсус сайта гласит: 
Подавляющее изобилие «Вавилона» утомительно, но, как и в индустрии, которую он почитает, его хорошо сыгранный и продуманный блеск и гламур часто могут быть эффективным отвлечением.
 На сайте-агрегаторе Metacritic рейтинг фильма составляет 60 баллов из 100 возможных на основании 63 обзоров критиков, что означает «в целом положительные отзывы».

## Реакция
В дебютный уик-энд фильм собрал в США и Канаде $5,3 млн.

## Награды и номинации
| Награда                                            | Дата церемонии  | Категория                                                                      | Номинанты | Результат |
| -------------------------------------------------- | --------------- | ------------------------------------------------------------------------------ | --- | --------- |
| Ассоциация кинокритиков Чикаго                     | 14 декабря 2022 | Лучшая операторская работа                                                     | Линус Садриген | Номинация |
| Ассоциация кинокритиков Чикаго                     | 14 декабря 2022 | Лучший монтаж                                                                  | Том Кросс | Номинация |
| Ассоциация кинокритиков Чикаго                     | 14 декабря 2022 | Лучшая музыка к фильму                                                         | Джастин Гурвиц | Победа    |
| Ассоциация кинокритиков Чикаго                     | 14 декабря 2022 | Лучший дизайн костюмов                                                         | Мэри Зофрис | Номинация |
| Ассоциация кинокритиков Чикаго                     | 14 декабря 2022 | Лучшее художественное оформление или дизайн декораций                          | Вавилон | Номинация |
| St. Louis Gateway Film Critics Association         | 18 декабря 2022 | Лучшая музыка к фильму                                                         | Джастин Гурвиц | Номинация |
| Dallas–Fort Worth Film Critics Association         | 19 декабря 2022 | Лучший фильм                                                                   | Вавилон | 9-е место |
| Florida Film Critics Circle                        | 22 декабря 2022 | Лучшая музыка к фильму                                                         | Джастин Гурвиц | Победа    |
| Florida Film Critics Circle                        | 22 декабря 2022 | Лучшее художественное оформление или дизайн декораций                          | Вавилон | Победа    |
| Florida Film Critics Circle                        | 22 декабря 2022 | Лучший актёрский ансамбль                                                      | Вавилон | Финалист  |
| San Diego Film Critics Society                     | 6 января 2023   | Лучшая операторская работа                                                     | Линус Садриген | Победа    |
| San Diego Film Critics Society                     | 6 января 2023   | Лучшие костюмы                                                                 | Мэри Зофрис | Номинация |
| San Diego Film Critics Society                     | 6 января 2023   | Лучшее художественное оформление или дизайн декораций                          | Флоренция Мартин | Победа    |
| San Francisco Bay Area Film Critics Circle         | 9 января 2023   | Лучшая операторская работа                                                     | Линус Садриген | Номинация |
| San Francisco Bay Area Film Critics Circle         | 9 января 2023   | Лучший монтаж                                                                  | Том Кросс | Номинация |
| San Francisco Bay Area Film Critics Circle         | 9 января 2023   | Лучшая музыка к фильму                                                         | Джастин Гурвиц | Номинация |
| San Francisco Bay Area Film Critics Circle         | 9 января 2023   | Лучшее художественное оформление или дизайн декораций                          | Флоренция Мартин и Энтони Карлино | Номинация |
| Austin Film Critics Association                    | 10 января 2023  | Лучшая операторская работа                                                     | Линус Садриген | Номинация |
| Austin Film Critics Association                    | 10 января 2023  | Лучшая музыка к фильму                                                         | Джастин Гурвиц | Победа    |
| Золотой глобус                                     | 10 января 2023  | Лучший фильм — комедия или мюзикл                                              | Вавилон | Номинация |
| Золотой глобус                                     | 10 января 2023  | Лучшая мужская роль — комедия или мюзикл                                       | Диего Кальва | Номинация |
| Золотой глобус                                     | 10 января 2023  | Лучшую мужская роль — комедия или мюзикл                                       | Диего Кальва | Номинация |
| Золотой глобус                                     | 10 января 2023  | Лучшая женская роль — комедия или мюзикл                                       | Марго Робби | Номинация |
| Золотой глобус                                     | 10 января 2023  | Лучший актёр второго плана в кинофильме                                        | Брэд Питт | Номинация |
| Золотой глобус                                     | 10 января 2023  | Лучшая музыка к фильму                                                         | Джастин Гурвиц | Победа    |
| Georgia Film Critics Association                   | 13 января 2023  | Лучший дизайн декораций                                                        | Флоренция Мартин, Энтони Карлино | Победа    |
| Выбор критиков                                     | 15 января 2023  | Лучший фильм                                                                   | Вавилон | Номинация |
| Выбор критиков                                     | 15 января 2023  | Лучшая режиссура                                                               | Дэмьен Шазелл | Номинация |
| Выбор критиков                                     | 15 января 2023  | Лучшая актриса                                                                 | Марго Робби | Номинация |
| Выбор критиков                                     | 15 января 2023  | Лучшая операторская работа                                                     | Линус Садриген | Номинация |
| Выбор критиков                                     | 15 января 2023  | Лучший монтаж                                                                  | Том Кросс | Номинация |
| Выбор критиков                                     | 15 января 2023  | Лучший дизайн костюмов                                                         | Мэри Зофрис | Номинация |
| Выбор критиков                                     | 15 января 2023  | Лучший дизайн декораций                                                        | Флоренция Мартин и Энтони Карлино | Победа    |
| Выбор критиков                                     | 15 января 2023  | Лучшая музыка                                                                  | Джастин Гурвиц | Номинация |
| Выбор критиков                                     | 15 января 2023  | Лучший макияж и причёски                                                       | Вавилон | Номинация |
| Seattle Film Critics Society                       | 17 января 2023  | Лучшая актриса в главной роли                                                  | Марго Робби | Номинация |
| Seattle Film Critics Society                       | 17 января 2023  | Лучший дизайн костюмов                                                         | Мэри Зофрис | Номинация |
| Seattle Film Critics Society                       | 17 января 2023  | Лучшая музыка к фильму                                                         | Джастин Гурвиц | Победа    |
| Seattle Film Critics Society                       | 17 января 2023  | Лучшее художественное оформление или дизайн декораций                          | Флоренция Мартин, Энтони Карлино | Победа    |
| Make-Up Artists and Hair Stylists Guild Awards     | 11 февраля 2023 | Лучший грим персонажей в историческом фильме                                   | Хеба Торисдоттир, Шонна Брен Чавес, Джин Блэк, Мэнди Атрусато | Номинация |
| Make-Up Artists and Hair Stylists Guild Awards     | 11 февраля 2023 | Лучшие причёски персонажей в историческом фильме                               | Джейми Ли Макинтош, Аху Мофид, Одри Мари | Номинация |
| Спутник                                            | 11 февраля 2023 | Лучшую мужская роль - кинофильм                                                | Диего Кальва | Номинация |
| Спутник                                            | 11 февраля 2023 | Лучшую женская роль - кинофильм                                                | Марго Робби | Номинация |
| Спутник                                            | 11 февраля 2023 | Лучшая актриса второго плана                                                   | Джин Смарт | Номинация |
| Спутник                                            | 11 февраля 2023 | Лучшее художественное оформление или дизайн декораций                          | Флоренция Мартин, Энтони Карлино | Победа    |
| Спутник                                            | 11 февраля 2023 | Лучший дизайн костюмов                                                         | Мэри Зофрис | Победа    |
| Спутник                                            | 11 февраля 2023 | Лучшая музыка к фильму                                                         | Джастин Гурвиц | Победа    |
| Спутник                                            | 11 февраля 2023 | Лучший звук                                                                    | Стив Морроу, Ай-Линг Ли, Милдред Ятроу Морган & Энди Нельсон | Номинация |
| Спутник                                            | 11 февраля 2023 | Лучшие визуальные эффекты                                                      | Джай Купер, Элиа Попов, Кевин Мартель, Эбрахим Джахроми | Номинация |
| Set Decorators Society of America Awards           | 14 февраля 2023 | Лучшее художественное оформление или дизайн декораций в историческом фильме    | Флоренция Мартин и Энтони Карлино | Номинация |
| Hollywood Critics Association Creative Arts Awards | 17 февраля 2023 | Лучший дизайн костюмов                                                         | Мэри Зофрис | Номинация |
| Hollywood Critics Association Creative Arts Awards | 17 февраля 2023 | Лучшее художественное оформление или дизайн декораций                          | Флоренция Мартин и Энтони Карлино | Победа    |
| Hollywood Critics Association Creative Arts Awards | 17 февраля 2023 | Лучшая музыка к фильму                                                         | Джастин Гурвиц | Победа    |
| Премия Гильдии художников-постановщиков США        | 18 февраля 2023 | Лучшее художественное оформление или дизайн декораций для исторического фильма | Флоренция Мартин | Победа    |
| BAFTA                                              | 19 февраля 2023 | Лучшая музыка к фильму                                                         | Джастин Гурвиц | Номинация |
| BAFTA                                              | 19 февраля 2023 | Лучшая работа художника-постановщика                                           | Флоренсия Мартин и Энтони Карлино | Победа    |
| BAFTA                                              | 19 февраля 2023 | Лучший дизайн костюмов                                                         | Мэри Зофрис | Номинация |
| Hollywood Critics Association Awards               | 24 февраля 2023 | Лучший актёрский ансамбль                                                      | Вавилон | Номинация |
| AACTA International Awards                         | 24 февраля 2023 | Лучшая актриса                                                                 | Марго Робби | Номинация |
| AACTA International Awards                         | 24 февраля 2023 | Лучший актёр второго плана                                                     | Брэд Питт | Номинация |
| AACTA International Awards                         | 24 февраля 2023 | Лучшая актриса второго плана                                                   | Джин Смарт | Номинация |
| Премия Гильдии киноактёров США                     | 26 февраля 2023 | Лучший актёрский состав в игровом кино                                         | Джован Адепо, Пи Джей Бирн, Диего Кальва, Лукас Хаас, Оливия Хэмилтон, Ли Цзюнь Ли, Тоби Магуайр, Макс Мингелла, Брэд Питт, Марго Робби, Рори Сковел, Джин Смарт, Кэтрин Уотерсон | Номинация |
| Оскар                                              | 12 марта 2023   | Лучшая оригинальная музыка к фильму                                            | Джастин Гурвиц | Номинация |
| Оскар                                              | 12 марта 2023   | Лучшая работа художника-постановщика                                           | Флоренсия Мартин и Энтони Карлино | Номинация |
| Оскар                                              | 12 марта 2023   | Лучший дизайн костюмов                                                         | Мэри Зофрис | Номинация |